# Église Saints-Philippe-et-Jacques d'Obermorschwihr
L'église Saints-Philippe-et-Jacques est un monument historique situé à Obermorschwihr, dans le département français du Haut-Rhin.

## Localisation
Ce bâtiment est situé rue de la République à Obermorschwihr.

## Historique
L'église s'élève à l'emplacement d'une ancienne chapelle dédiée à saint Jacques du Xe siècle à Morswilare,,. Au début du XIIe siècle s'y ajouta une tour dont les voûtes romanes abritaient le chœur de la première église, orientée vers l'est. La partie inférieure du clocher et le baptistère datent de la même époque. Sous ce clocher s'élevait le chœur primitif, le second était l'ancien sacristie. L'église sera transformée et agrandie plusieurs fois au cours de son histoire : en 1444, 1718 et 1813.
Au XIXe siècle, l'ensemble est modifié et agrandi sous la direction du chanoine Fels. L'église Saint-Philippe-et-Saint-Jacques est l'une des seules églises d'Alsace à posséder un clocher à colombage qui remonte à 1720. Il est recouvert du crépi d'origine.
C'est donc à partir de 1802 que le curé Fels, curé de la paroisse, décide d'entreprendre en partie de ses propres deniers, la construction du transept et du chœur actuels, l'église s'avérant alors trop petite pour les 460 paroissiens de l'époque. L'église a été restaurée en 1976 et 1979.
L'édifice fait l'objet d'une inscription au titre des monuments historiques depuis 1996.

## Architecture
Le maître-autel est dédié à saint Philippe et saint Jacques représentés sur le grand tableau au-dessus de l'autel. Dans l'angle inférieur gauche du tableau on aperçoit la multiplication des pains à laquelle les deux saints ont assisté. La croix (portée par Philippe) et le fouloir (au pied de saint Jacques) nous rappellent qu'ils furent témoins du Christ jusqu'au bout et jusqu'au don de leur vie. Deux sculptures restaurés, provenant de l'autel majeur ornent les deux ambons :
- les fruits de la terre symbolisant le travail de l'homme,
- la plume et l'aigle symbolisant l'Esprit de Dieu à l'œuvre.

Surmontant la porte de la sacristie, un tableau du XVIIIe siècle, récemment restauré, représente Saint Léon, seul pape alsacien. Les vitraux peints représentent la Nativité, le baptême de Jésus ainsi que la sainte Cène. Dans le côté sud du transept, l'autel de la Vierge est surmonté d'un tableau de l'Immaculée Conception dont le cadre est orné de l'Arche d'alliance.
Sur l'autel de la Vierge, rayonnante de gloire on aperçoit l'enfant éclairant le monde.
Sur le côté nord du transept est surmonté un tableau de saint Érasme, patron secondaire de la paroisse. Ses attributs ornent le haut du cadre: mitre et crosse épiscopales, couteau et cabestan.
L'orgue est de François Callinet,.

## Galerie

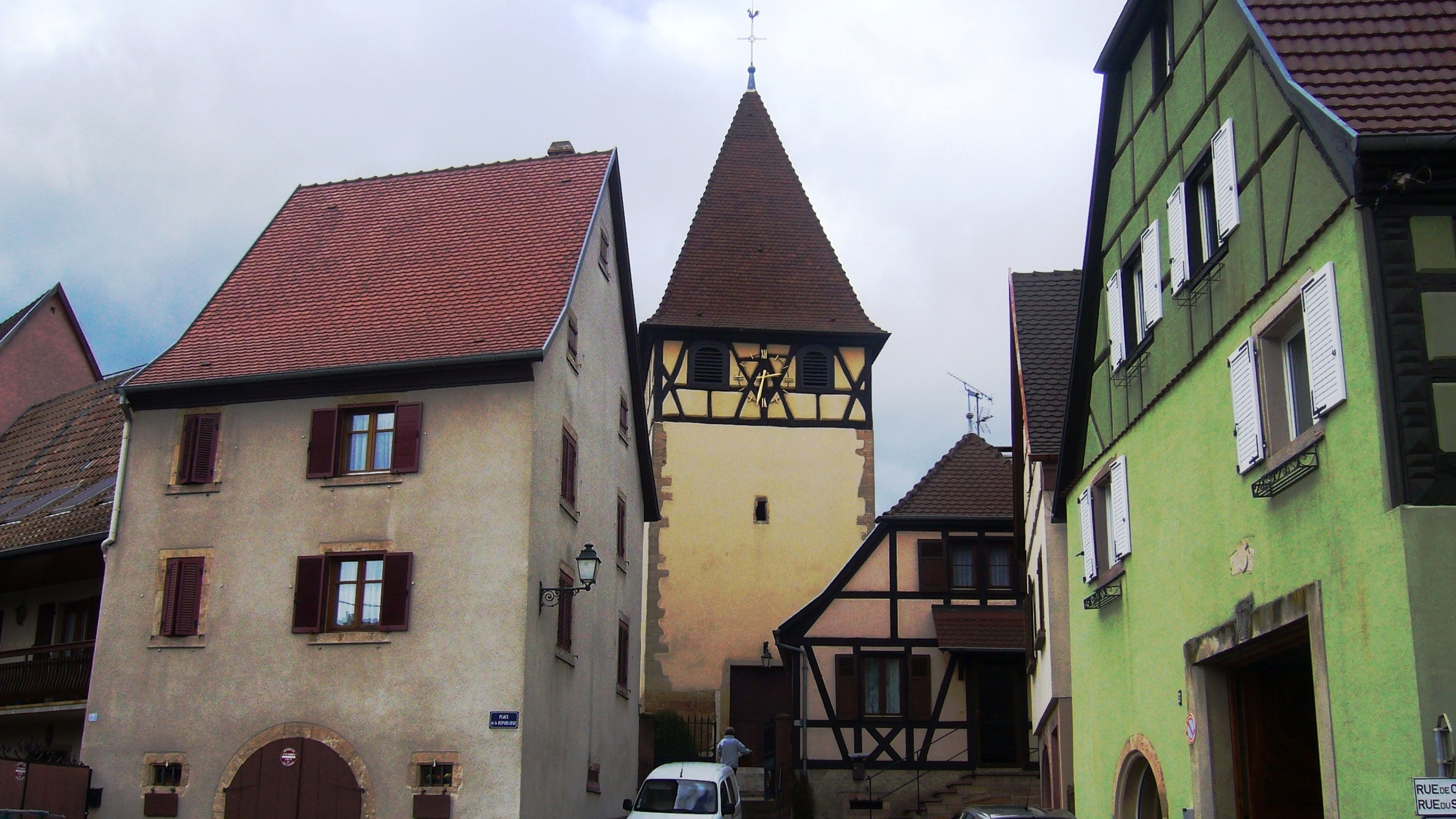
Église Saint-Philippe-et-Saint-Jacques et son magnifique clocher à colombages qui date de 1720.
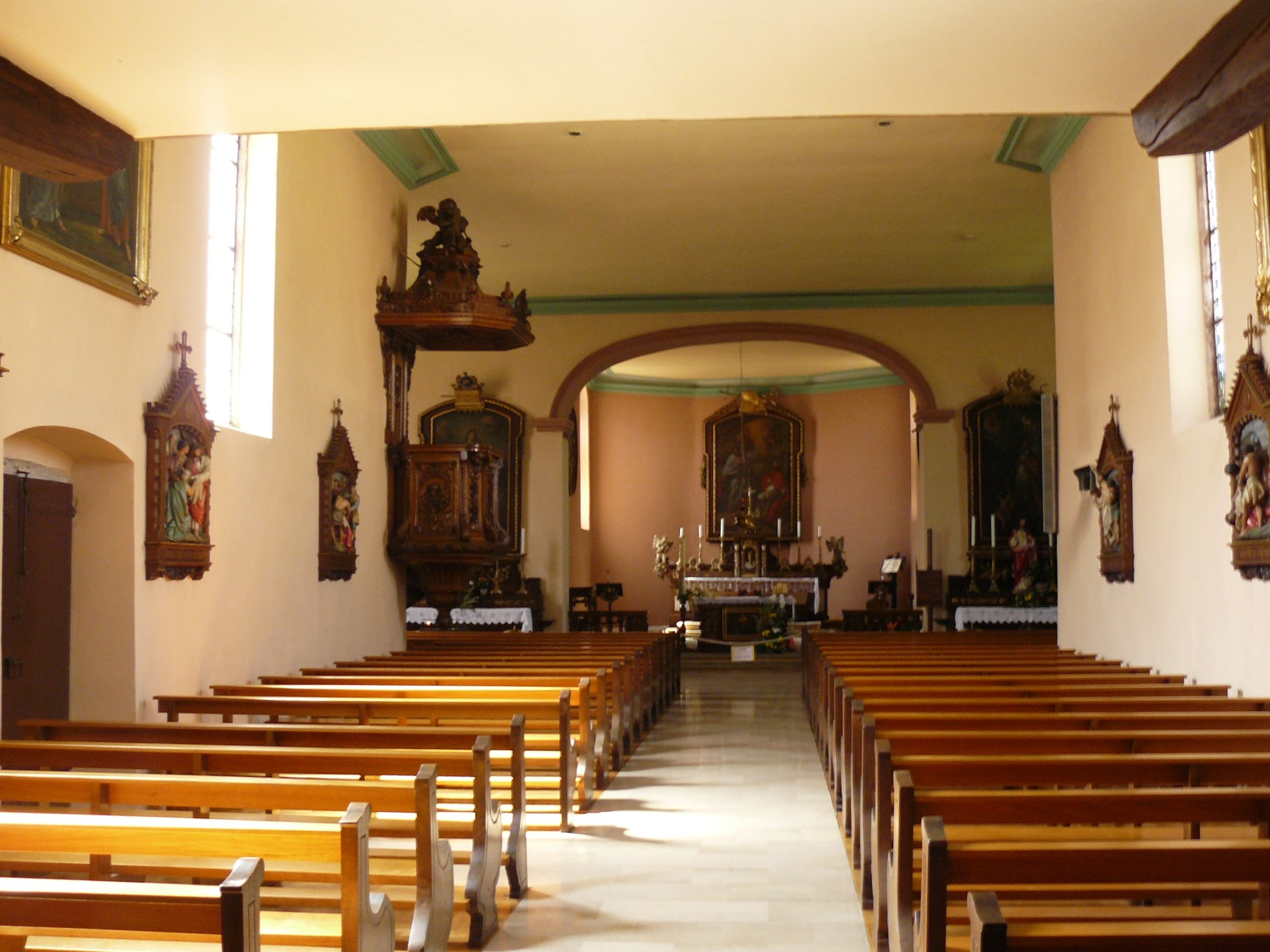
Intérieur de l'église Saint-Philippe & Saint-Jacques.
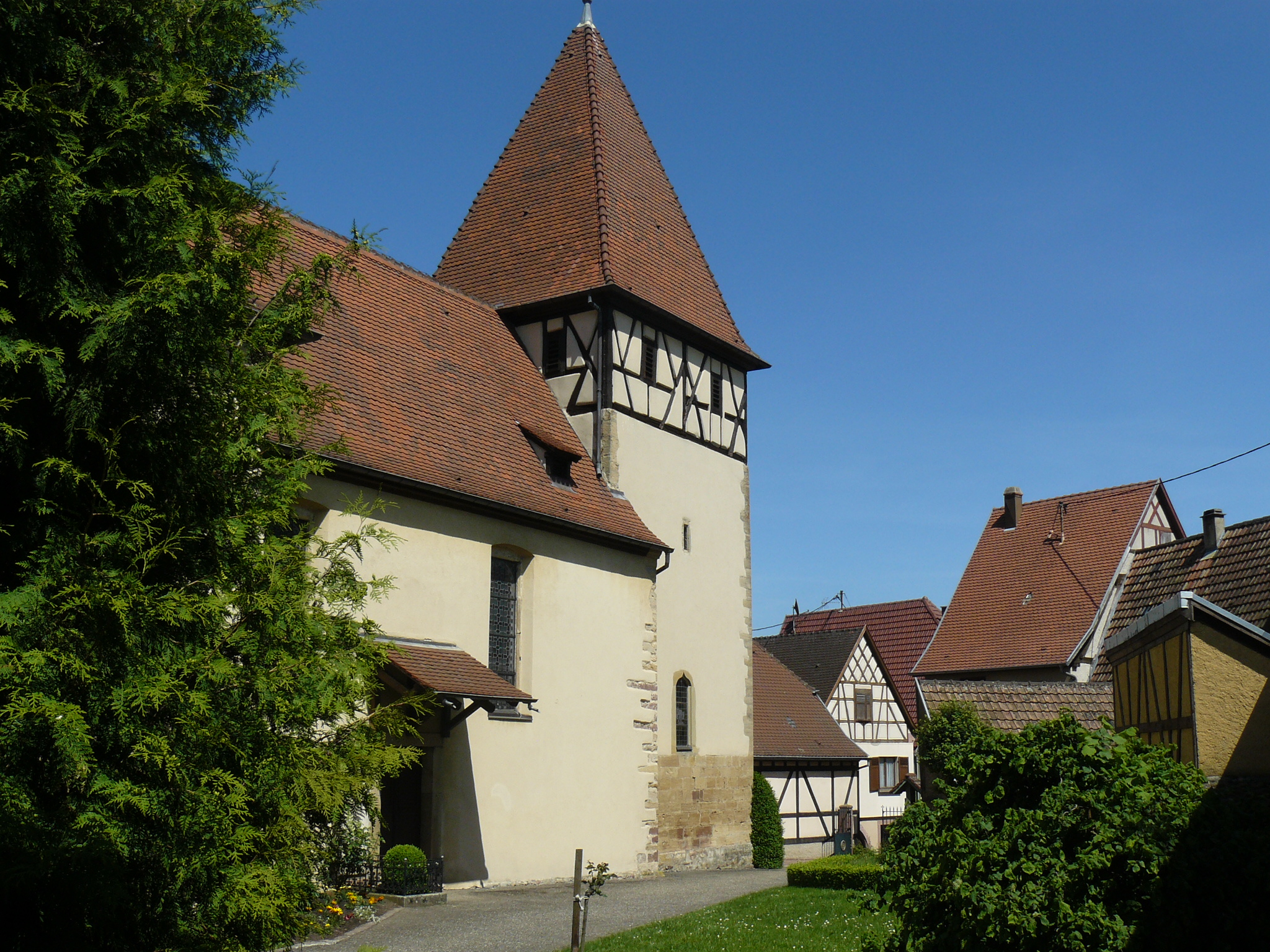
Église Saint-Philippe & Saint-Jacques.